# Гега, Луиза
Луиза Гега (алб. Luiza Gega; род. 5 ноября 1988, Okshtun i Madh) — албанская легкоатлетка, специализируется в беге на средние дистанции (800, 1500 и 3000 метров) и стипльчезе, в каждой из этих дисциплин является рекордсменом Албании. Живёт в Дурресе, выпускница Спортивного университета Тираны (магистр наук).

## Карьера
На соревнованиях в третьей лиге чемпионата Европы 2010 года победила на обеих своих «гладких» дистанциях, став единственной призёркой соревнований от своей страны, финишировавшей в общекомандном зачёте предпоследней. Первым личным крупным турниром для Луизы стал чемпионат Европы 2011 года в помещениях, прошедший в Париже. В своём предварительном забеге на 800 метров она финишировала последней, установив при этом личный рекорд.
На чемпионате Албании 2011 года установила национальные рекорды на дистанциях 800 метров (2.02,94) и 3000 метров с барьерами (9.54,72). На командном чемпионате Европы не смогла повторить своё достижение в стипльчезе, став с результатом 10.02,88 второй в третьей лиге. На 1500 метрах албанка первенствовала с результатом 4.19,50. Эти призовые места вновь оказались единственными для страны на турнире.
2 июля выиграла «золото» на дистанции 1500 метров с личным рекордом (4.14,22) в рамках чемпионата Балкан. На следующий день была второй в стипльчезе. Это были единственные медали страны на турнире.
Луиза принимала участие в Универиаде 2011 года в Шэньчжэне: на дистанции в 800 метров она дошла до полуфинала, где стала седьмой с результатом 2.04,13.
На чемпионате мира 2011 года в Тэгу стала единственным представителем своей страны. В своём предварительном забеге на 800 метров показала пятый результат (2.03,21), который не позволил ей пройти дальше.
В зимнем сезоне 2012 года Гега стала чемпионкой Балкан в беге на 1500 метров, установив при этом новый рекорд Албании (4.10,75). Однако на последовавшем чемпионате мира в помещении, прошедшем там же, в Стамбуле, с результатом 4.13,45 она не смогла пройти отбор в финал.
На чемпионате мира в помещении 2014 года заняла седьмое место со временем 4.08,24.
15 мая 2015 года на соревнованиях Бриллиантовой лиги в Дохе обновила национальный рекорд на дистанции 1500 метров — 4.02,63.
Выступала на командных соревнованиях в рамках Европейских игр 2015 года в Баку, где первенствовала на дистанции 1500 метров с рекордом Игр — 4.11,58, а также была второй на дистанции 800 метров — 2.02,36.
На чемпионате мира 2015 года в Пекине остановилась на стадии предварительного раунда, показав общее 21-е место в забегах.
10 июля 2016 года Гега стала серебряным призёром чемпионата Европы в Амстердаме на дистанции 3000 метров с препятствиями, в очередной раз обновив национальный рекорд (9.28,52). За эту победу албанское правительство пообещало выплатить спортсменке премию в размере двух миллионов леков, а её тренеру Тауланту Стермаси — в размере 600 тысяч леков. На церемонии открытия Олимпийских игр 2016 года в Рио-де-Жанейро была знаменосцем своей сборной.